# Eliza Tinsley
Eliza Tinsley, född 1813, död 1882, var en brittisk fabrikör.  Hon var grundare av möbelfirman Eliza Tinsley Furniture eller Eliza Tinsley & Company, Ltd, som hon utvecklade ur sin 1851 avlidne make Thomas Tinsleys spikverkstad. 